# Hotel (2001)
Hotel ist eine experimentelle britisch-italienische Filmkomödie von Mike Figgis aus dem Jahr 2001, in der unter anderem Saffron Burrows, Salma Hayek, Lucy Liu, Burt Reynolds, Julian Sands und David Schwimmer auf der Besetzungsliste stehen.

## Inhalt
Die Handlung spielt in Venedig in der Zeit des Karnevals. Ein britisches Filmteam, das sich in einem heruntergekommenen Art-déco-Hotel aufhält, soll unter Regie von Trent Stoken das Theaterstück The Duchess of Malfi von John Webster verfilmen. Die Crew ist bemüht nach der strengen Dome-Schule des Filmemachens vorzugehen: Man dreht mit der Handkamera, eine spezielle Beleuchtung hält man für unnötig. Figgis will eine Dramatisierung des Stücks dadurch erreichen, dass Regisseur Stoken, der eine Affäre mit der Schauspielerin hat, die die Herzogin von Malfi spielt, von einem Attentäter angeschossen wird. Dabei fällt Stoken in ein Koma, in dem er alles hören und sehen kann, was um ihn herum vor sich geht, ohne auch nur die geringste Bewegung ausführen zu können. Figgis meint dazu, das sei der ultimative Albtraum für einen Regisseur.
Eine Wendung tritt ein, als Kannibalen und Vampire, sämtlichst Mitglieder des Hotelpersonals, anfangen die Filmcrew zu betrügen. Auch bizarre sexuelle Aktivitäten werden in den Bildern nicht ausgespart. Omar Jonnson fällt den Kannibalen zum Opfer. Charlee Boux und Kawika, rivalisierende Reporterinnen, sind in einen grausamen Katzenkampf verwickelt. Die geteilten Bilder erfordern hohe Aufmerksamkeit, da sie alle Sinne beanspruchen und äußerst komplex sind. An einer Stelle wird das Publikum gleich mit drei sehr unterschiedlichen Szenen konfrontiert: Einmal wird eine Nachtfahrt auf dem Canal Grande in Venedig gezeigt, während ein anderes Bild die Wiederbelebung des im Koma liegenden Regisseurs zeigt und im dritten Bild der Doppelgänger, eine Figur des Films, Lieder von Schubert intoniert. Figgis erklärt zur Verblüffung vieler, dass das alles für ihn durchaus einen Sinn ergebe.
Der unglückliche Burrows wird bei seinem Versuch gezeigt, die Dogma-Bewegung zu verspotten, indem er versucht, Kostümszenen auf dem Markusplatz zu drehen, der übersät von Touristen ist, um damit den erbarmungslosen Wettbewerb um Macht, Geld und Sex anzuprangern, der eine Folge des Aufeinanderprallens gigantischer Egos ist. Regisseur Trent Stoken, oft dem Wahnsinn nahe, wird letztlich von seinem Produzenten Jonathan Danderfine ermordet.
Charlee Boux, eine überschwängliche, aber eher dümmliche Unterhaltungsreporterin, ist damit befasst, hinter den Kulissen einen Dokumentarfilm über diese Dreharbeiten zu erstellen, um die Arbeit der Filmcrew zu dokumentieren.

## Produktion

### Produktionsnotizen
Es handelt sich um eine Produktion von Moonstone Entertainment, Hotel Productions, Cattleya, Red Mullet Productions und Channel 4 Television Corporation. Der Film wurde in Venedig gedreht, dort entstanden auch Aufnahmen im Hotel „Hungarian Palace“. Tom Brook von BBC News schrieb, Figgis habe die unheimliche Fähigkeit, Top-Hollywood-Schauspieler für sehr wenig Geld an seinen Filmen teilnehmen zu lassen mit dem Versprechen, sich selbst einbringen zu können. Salma Hayek beispielsweise war überrascht, wie große die kreative Freiheit war, die Figgis ihr zugestand und darüber, dass sie oft aus der Situation heraus ohne Vorbereitung agieren musste. Figgis verwendet ungewöhnliche Dreh- und Schnitttechniken, womit er eigenwillige Arbeiten kreiert.
Nach der Premiere des Films wurden einige Änderungen vorgenommen, Hotel bleibt aber ein Film mit begrenztem kommerziellen Potential, der Mühe mit dem Vertrieb hatte, auch wenn Figgis viele Bewunderer für seine experimentelle Arbeit und seine Bemühungen hat, das Kino mit moderner Technologie neu zu definieren.

### Hintergrund
Im Film wird mehrere Male der Dogme 95-Stil des Filmemachens erwähnt, womit auch der Film beschrieben wird. David Schwimmer äußerte, er habe es geliebt, dass Figgis eine Vielzahl von Bildern gleichzeitig verwendet habe. Er denke, der Regisseur experimentiere mit einer neuen Kunstform.
John Websters Tragödie The Duchess of Malfi wurde 1613 oder 1614 im Globe Theatre in London uraufgeführt und 1623 erstmals veröffentlicht. Das Stück gilt als eines der Meisterwerke der englischen Dramatik der Shakespeare-Zeit.

### Soundtrack
- Charlee Boux, improvisiert und ausgeführt von Max Beesley und Salma Hayek
- Different Places, geschrieben von Geoffrey Woolley und Michael Feltham, Vortrag: Kscope
- Der Doppelgänger (1828) von Franz Schubert, orchestriert von Mike Figgis, Vortrag: Mía Maestro und Anthony Marinelli
- Hunger, geschrieben von Mike Figgis und Skin, Vortrag: Skin, produziert von Anthony Marinelli
- Matthäus-Passion (1727) von Johann Sebastian Bach, Arrangement von 1841 für die Thomaskirche in Leipzig von Felix Mendelssohn Bartholdy, Vortrag: Das Neue Orchester und der Chorus Musicus geleitet von Christoph Spering
- Walzer No. 15 in A-flat major (Lullaby), Op. 39 (1865) von Johannes Brahms, erklingt mehrmals während des Films, meist in den Koma-Szenen

## Rezeption

### Veröffentlichung, Erfolg
Der Film hatte Weltpremiere
- am 12. September 2001 auf dem Toronto International Film Festival in Kanada, danach wurde er auf zahlreichen anderen Filmfestivals aufgeführt, so
- am 19. November 2001 auf dem London Film Festival in Großbritannien,
- am 25. Januar 2002 auf dem AFM International Independent Film Festival in der Türkei,
- am 26. Januar 2002 auf dem International Film Festival Rotterdam in den Niederlanden,
- am 2. Februar 2002 auf dem Filmfestival in Belgrad in Serbien,
- am 11. März 2002 auf dem Mar del Plata Film Festival in Argentinien,
- am 5. April 2002 im Vereinigten Königreich,
- am 30. April 2002 auf dem Jeonju International Film Festival in Südkorea,
- am 5. Juni 2002 auf dem Atlanta Film Festival in den USA,
- am 26. Juni 2002 auf dem Moskau Film Festival in Russland,
- am 7. Juli 2002 auf dem Karlovy Vary International Film Festival in der Tschechischen Republik,
- am 20. September 2002 auf dem Helsinki International Film Festival in Finnland,
- am 4. Oktober 2002 auf dem Warschau Film Festival in Polen,
- am 11. Oktober 2002 auf dem Titanic International Filmpresence Festival in Ungarn,
- am 18. Oktober 2002 auf dem Bergen International Film Festival in Norwegen,
- am 30. März 2003 auf dem NatFilm Festival in Dänemark,
- am 25. Juli 2003 in limitierten Kinos der USA,
- am 30. August 2003 in Tokio in Japan,
- am 17. Juni 2004 in Portugal,
- am 10. Dezember 2004 in Dänemark

sowie in Bulgarien unter dem Titel Хотел.
Der Film wurde in den USA in zwei Kinos gezeigt, in denen er knapp 13 Tsd. US-Dollar einspielte.

### Kritik
Als Hotel letztes Jahr zum ersten Mal auf dem Toronto Film Festival gezeigt worden war, schrieb der Kritiker der Fachzeitschrift der Filmindustrie The Hollywood Reporter, der Film sei ein schmerzhaft protziges großes Stück totalen Unsinns.
Elvis Mitchell von der New York Times stellte fest, dass das neueste konfessionell-improvisatorische Werk des Regisseurs Mike Figgis mit den Talenten seiner Darsteller stehe und falle, wobei Rhys Ifans mit einer Meile Vorsprung gewinne. Der vielschichtige Film sei eine Mischung aus Handlung, Filmemachen und Effekten. Obwohl Hotel schließlich doch von einer arrangierten Müdigkeit überwältigt werde, sei der Film nicht weniger faszinierend und breche in Multiscreen-Szenerien wie Mr. Figgis 2000er-Experiment Timecode ein. […] Luchino Visconti scheine für Herrn Figgis genauso ein Prüfstein zu sein wie Jean-Luc Godard, meinte Mitchell. Faszinierend und vielleicht sogar verrückt, scheine Hotel immer im Fluss zu sein, was für sich genommen schon eine Errungenschaft sei. Mitchell verglich den Film mit Wein in der Flasche, den man beobachte, wobei der Film auch dessen subtilen Geschmack, der sich von Minute zu Minute ändere, habe. In einem Sommer, in dem man hinter den Kulissen fast den Seufzer der Langeweile hören könne, sei das eine lohnende Beschäftigung.
Manohla Dargis schrieb in der Los Angeles Times vom 25. Juli 2003, die narrative Seite des Films beinhalte nichts Neues oder Interessantes. Der Film wurde mit dem Film Timecode von Figgis verglichen; er sei ein „fader Versuch der experimentellen Erzählart“.
Roger Ebert schrieb in der Chicago Sun-Times, Figgis sei ein mutiger Experimentator, dessen Filme oft konventionelle Wege verlassen würden, um ihre Wirkung zu erzielen. Zwar werde der Film die meisten Zuschauer nicht zufriedenstellen. Die Frage sei aber, bei was der Film nicht erfolgreich sei. Ihn selbst erinnere der Film an eine Jazzimprovisation, in der die Musiker in einem Song verschiedene Stile mischen würden, was durchaus Freude bereiten könne, da der Song dadurch lebendig gehalten werde. Der Film müsse sinnlos sein, um irgendeinen Sinn zu machen.
Valery Kichin von der russischen Seite film-ru schrieb, dies sei der ungewöhnlichste Film aus der Filmindustrie der letzten Jahre. Es sei wie eine Komödie, aber auch schwer, es sei irgendwie erotisch, aber düster, es sei wie ein Kostümdrama, aber schamlos, er sei wie ein ‚Film übers Kino‘, aber mit einer Verhöhnung dieser ‚Avantgarde‘, zu der er formal gehöre. Der Film vermittele den Eindruck einer reich verzierten Leere, der ästhetische Eindrücke mit reinen, von anderen Aufgaben nicht getrübten Übungen vermische.
Tom Brook von BBC News verwies darauf, dass Regisseur Mike Figgis durch die Verwendung von digitalem Video, Nachtsichtlinsen und geteilte Bildschirme die Grenzen des filmischen Storytelling zu erweitern suche. Unterstützt werde er bei seiner Arbeit von einer All-Star-Besetzung, zu der Salma Hayek, Burt Reynolds und David Schwimmer gehören. Die Geschichte, die er erzähle, sei allerdings wieder alles andere als Mainstream […] und nicht jedermanns Sache.
Scott Weinberg von DVD talk konnte dem Film nichts abgewinnen und führte aus: Das fiktive, langweilige und protzige Hotel von Mike Figgis ist ein glasklares Beispiel dafür, was passiert, wenn sich Schauspieler und Filmemacher mit zu viel Zeit versammeln. Wer jemals einen Film von Mike Figgis gesehen habe, werde wahrscheinlich wissen, was ihn erwarte: Improvisation, schlechte Beleuchtung und schlechter Sound, Nabelschau-Divergenzen und ein Haufen Schauspieler, die, wenn man es richtig anstelle, verdammt dumm aussehen.
Joe Bowman von Fin de cinéma sah das völlig anders und meinte, Hotel sei, als würde man Urlaub machen, aber einen besonderen an einem wunderschönen europäischen Ort, dessen Sprache man nicht spreche und wo man sich nicht wirklich um etwas kümmern müsse. Figgis Film kehre zu den digitalen Experimenten von Timecode zurück. Die Magie von Hotel, eines stark verschachtelten Films, liege in der anfänglichen Blindheit zu seinen seltsamen und beunruhigenden Provokationen. Ein Film, der die Sinne herausfordere, auch wenn das Endresultat chaotisch sei. Einen Sinn in dem Film finden zu wollen, sei wohl sinnlos, aber es sei einen Versuch wert, sich damit nicht zufriedenzugeben.
Auf der Seite Flick notes heißt es, man schaue sich das DVD-Cover an und denke, wow, starke Besetzung, muss wohl ziemlich gut sei. Sei der Film aber nicht, nicht einmal annähernd. Es sei schwer, überhaupt über diesen Film zu sprechen, weil er keine Handlung habe, keine wirkliche Geschichte und, wie man inzwischen weiß, auch kein Skript. Der Film scheitere kläglich.
Bei BBC Home war man der Ansicht, Figgis habe dieses Jahr das originellste und markanteste Stück des Kinos geschaffen. Er experimentiere mit den unendlichen Möglichkeiten des digitalen Videos und verwende ähnliche Techniken, wie er sie in Timecode gezeigt habe, aber auch viele andere neue Tricks, wie Nachtsichtlinsen, Scope, Slowmo und überlagerte Bilder. Der Effekt sei erschreckend. Hotel ziehe die Konventionen des konventionellen Filmemachens direkt vor unsere Augen und gebe einen Einblick in die Zukunft des narrativen Kinos. Abschließend hieß es, auch wenn Tempo und Skurrilität des Verfahrens verwirren könnten, begebe man sich auf eine Reise, die man so bald nicht vergessen werde.

### Auszeichnungen
- Salma Hayek wurde im Jahr 2002 für den MTV Movie Award nominiert.
- Mike Figgis wurde 2002 auf dem Jeonju Film Festival für den Daring Digital Award in der Kategorie „Digitales Spektrum“ nominiert.